# ادرمیت
ادرمیت (به ترکی استانبولی: Edremit) شهری است در کشور ترکیه که در استان بالیکسیر واقع شده‌است. جمعیت این شهر بر اساس سرشماری سال ۲۰۰۸ میلادی ۴۹٬۱۲۲ نفر و بر اساس برآوردهای سال ۲۰۰۹ میلادی ۵۰٬۸۶۱ نفر می‌باشد.